# Dom prowincjalny
Dom prowincjalny – siedziba prowincjała w zakonach i zgromadzeniach męskich lub przełożonej prowincjalnej w zakonach i zgromadzeniach zakonnych żeńskich Kościoła katolickiego. Dom prowincjalny często jest też domem formacyjnym dla członków zakonów lub instytutów, którzy odbywają w nim jeden z etapów tzw. formacji początkowej.